# Acraea mystica
Acraea mystica är en fjärilsart som beskrevs av Sheffield Airey Neave 1904. Acraea mystica ingår i släktet Acraea och familjen praktfjärilar. Inga underarter finns listade i Catalogue of Life.